# Ананггаварман
Ананггаварман (*д/н — 1417) — 2-й магараджадіраджа Пагаруюнга у 1375—1417 роках.

## Життєпис
Походив з династії Маулі, його молодшої гілки. Син магараджадіраджи Адітьявармана і та Путі Рено Джаліто. Ймовірно невдовзі після народження отримав титул ювараджи (спадкоємця трону). Ім'я Ананггавармана присутньо на Написі Саруасо II. Спадкував владу близько 1375 року. У 1376 році було відправлено посольство до імперії Мін.
Ананггаварман згадується в написі «Хеваджара Ніт'ясмрті», згідно з якою продовжив підтримку ваджраяни. Сприяло розвитку торгівлі з Індостаном, насамперед Віджаянагарською імперією, звідки досить багато купців оселилися в містах Пагаруюнгу, на що на думку вказує напис двома видами письма каві й грантха в написі Бандар Бапахат.
1409 року в битві в місцині Паданг Сібусук завдав поразки війську Маджапагіт, внаслідок чого відновила незалежність. Ймовірно зайняв усі колишні землі Мелаю і Шривіджаї, встановивши владу над центральною та південною Суматрою. До кінця панування стає гегемоном усього острова, окрім найпівночіших земель. Помер 1417 року. Йому спадкував зять Віджаяварман.

## Родина
Ананггаварман одружений з Путі Рено Деві, від якої має трьох доньок Путі Панджанг Рамбут, Путі Саларех Пінанг Масак і Путі Бонгсу, що стали дружинами датуків (вождів) племен мінангкабау, які згодом сформували знать Пагаруюнг.